# IC 1674
IC 1674 је ознака објекта на координатама са ректансцензијом 1h 19m 0,0s и деклинацијом - 50° 38" 0'. Открио га је Делајл Стјуарт, 1899. године. Каснијим посматрањима на том положају није уочен никакав астрономски објекат.